# Fussball Club Luzern 2006-2007
Questa voce raccoglie le informazioni riguardanti il Fussball Club Luzern nelle competizioni ufficiali della stagione 2006-2007.

## Stagione
Nella stagione 2006-2007 il Lucerna, allenato da Ciriaco Sforza, concluse il campionato di Super League all'8º posto. In Coppa Svizzera il Lucerna perse la finale con il Basilea.

## Rosa
| N. |                     | Ruolo | Calciatore           |
| -- | ------------------- | ----- | -------------------- |
| 1  | Svizzera (bandiera) | P     | David Zibung         |
| 3  | Svizzera (bandiera) | D     | Pascal Bader         |
| 5  | Svizzera (bandiera) | D     | Ivan dal Santo       |
| 6  | Svizzera (bandiera) | C     | Gerardo Seoane       |
| 7  | Svizzera (bandiera) | D     | Claudio Lustenberger |
| 8  | Svizzera (bandiera) | C     | Caryl Righetti       |
| 10 | Brasile (bandiera)  | C     | Paquito              |
| 13 | Svizzera (bandiera) | D     | Christophe Lambert   |
| 14 | Svizzera (bandiera) | C     | Genc Mehmeti         |
| 15 | Camerun (bandiera)  | D     | Lucien Mettomo       |
| 16 | Svizzera (bandiera) | A     | Mauro Lustrinelli    |
| 17 | Svizzera (bandiera) | C     | Mario Cantaluppi     |
| 18 | Svizzera (bandiera) | P     | Norbert Sigrist      |
| 19 | Italia (bandiera)   | C     | José Mamone          |
| 20 | Camerun (bandiera)  | A     | Jean-Michel Tchouga  |
| 21 | Svizzera (bandiera) | C     | Michael Diethelm     |

| N. |                                 | Ruolo | Calciatore          |
| -- | ------------------------------- | ----- | ------------------- |
| 22 | Svizzera (bandiera)             | C     | David Andreoli      |
| 23 | Francia (bandiera)              | D     | Norredine Sam       |
| 24 | Svizzera (bandiera)             | C     | Jonas Bernet        |
| 25 | Svizzera (bandiera)             | A     | Simon Lustenberger  |
| 25 | RD del Congo (bandiera)         | A     | Ridge Munsy         |
| 26 | Svizzera (bandiera)             | C     | Nicolas Lambert     |
| 27 | Brasile (bandiera)              | C     | Makanaki            |
| 28 | Svizzera (bandiera)             | C     | Fabian Lustenberger |
| 29 | Serbia (bandiera)               | P     | Besnik Zukaj        |
| 30 | Svizzera (bandiera)             | D     | Daniel Fanger       |
| 31 | Svizzera (bandiera)             | D     | Sascha Imholz       |
| 32 | Svizzera (bandiera)             | D     | Silvan Büchli       |
| 33 | Serbia (bandiera)               | A     | Dejan Sorgić        |
| 34 | Bosnia ed Erzegovina (bandiera) | C     | Mirzet Mehidic      |
| 35 | Svizzera (bandiera)             | D     | Sandro Foschini     |
|    | Svizzera (bandiera)             | C     | Philipp Heinzer     |

## Organigramma societario
Area tecnica
- Allenatore: Ciriaco Sforza
- Allenatore in seconda: Salvatore Romano
- Preparatore dei portieri: Patrick Foletti
- Preparatori atletici:

## Calciomercato

### Sessione estiva
| Acquisti | Acquisti             | Acquisti        | Acquisti |
| R.       | Nome                 | da              | Modalità |
| -------- | -------------------- | --------------- | -------- |
| C        | Yao Aziawonou        | Young Boys      |          |
| D        | Ansi Agolli          | Neuchâtel Xamax |          |
| C        | Mario Cantaluppi     | Norimberga      |          |
| D        | Sandro Foschini      | Frauenfeld      |          |
| D        | Claudio Lustenberger | Kriens          |          |
| A        | Sokol Maliqi         | Wil             |          |
| D        | Lucien Mettomo       | K. Erciyesspor  |          |

| Cessioni | Cessioni          | Cessioni           | Cessioni |
| R.       | Nome              | a                  | Modalità |
| -------- | ----------------- | ------------------ | -------- |
| D        | Selim Boz         | Bienne             |          |
| A        | Patrick de Napoli | Carl Zeiss Jena    |          |
| P        | Demetrio Greco    | Aarau              |          |
| C        | Santiago Kuhl     | Argentinos Juniors |          |
| C        | Marko Sucic       | Lugano             |          |

### Sessione invernale
| Acquisti | Acquisti          | Acquisti     | Acquisti |
| R.       | Nome              | da           | Modalità |
| -------- | ----------------- | ------------ | -------- |
| C        | Gerardo Seoane    | Grasshoppers |          |
| A        | Mauro Lustrinelli | Sparta Praga |          |
| C        | Makanaki          | Santo André  |          |

| Cessioni | Cessioni          | Cessioni       | Cessioni |
| R.       | Nome              | a              | Modalità |
| -------- | ----------------- | -------------- | -------- |
| A        | Sokol Maliqi      | Wil            |          |
| D        | Ansi Agolli       | VPS            |          |
| C        | Yao Aziawonou     | Young Boys     |          |
| A        | Edmond N'Tiamoah  | Xəzər-Lənkəran |          |
| A        | Skumbim Sulejmani | Lucerna II     |          |

## Risultati

### Super League

#### Prima fase, girone di andata
| Arbitro: | Circhetta |

|  |           |                         |
|  | Marcatori | 5’, 45’ Keita 38’ Cesar |

| Arbitro: | Laperrière |

|                              |           |                     |
| Carlitos 19’ Kuljić 24’, 26’ | Marcatori | 45’ Sam 69’ Tchouga |

| Arbitro: | Busacca |

|                                |           |                          |
| Yakın 23’ Marcos 24’ Paulo 78’ | Marcatori | 49’ Diethelm 81’ Paquito |

| Arbitro: | Rogalla |

|                                   |           |              |
| Cantaluppi 36’ (rig.) Paquito 84’ | Marcatori | 32’ Sermeter |

| Arbitro: | Rutz |

|                       |           |  |
| Ristić 8’ Eduardo 34’ | Marcatori |  |

| Arbitro: | Grossen |

|             |           |          |
| Tchouga 79’ | Marcatori | 27’ Neri |

| Arbitro: | Laperrière |

|                   |           |  |
| Tachie-Mensah 84’ | Marcatori |  |

| Arbitro: | Busacca |

|                         |           |  |
| Tchouga 62’ Paquito 78’ | Marcatori |  |

| Arbitro: | Bertolini |

|           |           |             |
| Tapia 15’ | Marcatori | 33’ Paquito |

#### Prima fase, girone di ritorno
| Arbitro: | Busacca |

|                          |           |               |
| Raffael 15’ Džemaili 26’ | Marcatori | 33’ N'Tiamoah |

| Arbitro: | Circhetta |

|             |           |               |
| Tchouga 24’ | Marcatori | 90’ Fernandes |

| Arbitro: | Busacca |

|                                 |           |           |
| Mettomo 17’, 47’ Cantaluppi 44’ | Marcatori | 2’ Varela |

| Arbitro: | Petignat |

|  |           |               |
|  | Marcatori | 58’ N'Tiamoah |

| Arbitro: | Salm |

|  |           |             |
|  | Marcatori | 79’ Eduardo |

| Arbitro: | Busacca |

|               |           |                       |
| Fernández 82’ | Marcatori | 84’ (rig.) Cantaluppi |

| Arbitro: | Wermelinger |

|  |           |                   |
|  | Marcatori | 19’ Tachie-Mensah |

| Arbitro: | Petignat |

|                                       |           |  |
| Ergić 2’ Rakitić 55’ Chipperfield 71’ | Marcatori |  |

| Arbitro: | Wildhaber |

|                  |           |            |
| Tchouga 64’, 82’ | Marcatori | 7’ Leandro |

#### Seconda fase, girone di andata
| Arbitro: | Busacca |

|                         |           |  |
| Makanaki 16’ Seoane 20’ | Marcatori |  |

| Arbitro: | Zimmermann |

|                   |           |  |
| Petrić 40’ (rig.) | Marcatori |  |

| Arbitro: | Petignat |

|                             |           |  |
| Lustrinelli 19’ Tchouga 82’ | Marcatori |  |

| San Gallo 3 marzo 2007, ore 17:45 CET 22ª giornata | San Gallo | 0 – 0 referto | Lucerna | Stadio Espenmoos (11 300 spett.)\| Arbitro: \| Kever \| |
| Arbitro:                                           | Kever     |               |         |                                                         |

| Arbitro: | Circhetta |

|             |           |         |
| Tchouga 60’ | Marcatori | 89’ Shi |

| Arbitro: | Wermelinger |

|                                                        |           |  |
| Sutter 31’ Galindo 33’ Aílton 45’ Voser 54’ Santos 81’ | Marcatori |  |

| Lucerna 31 marzo 2007, ore 17:45 CEST 25ª giornata | Lucerna  | 0 – 0 referto | Sciaffusa | Stadion Allmend (6 053 spett.)\| Arbitro: \| Petignat \| |
| Arbitro:                                           | Petignat |               |           |                                                          |

| Arbitro: | Wildhaber |

|                                                   |           |           |
| Paulinho 41’ Antić 56’ T'adewosyan 71’ Achiou 74’ | Marcatori | 79’ Bader |

| Arbitro: | Kever |

|             |           |                            |
| Tchouga 49’ | Marcatori | 4’ (rig.) Zahnd 73’ Bühler |

#### Seconda fase, girone di ritorno
| Arbitro: | Wermelinger |

|                    |           |           |
| Rama 3’ Mäkelä 90’ | Marcatori | 37’ Bader |

| Arbitro: | Bertolini |

|           |           |  |
| Bader 68’ | Marcatori |  |

| Sciaffusa 29 aprile 2007, ore 16:00 CEST 30ª giornata | Sciaffusa | 0 – 0 referto | Lucerna | Stadion Breite (3 000 spett.)\| Arbitro: \| Grossen \| |
| Arbitro:                                              | Grossen   |               |         |                                                        |

| Arbitro: | Studer |

|             |           |                                                       |
| Tchouga 79’ | Marcatori | 10’ Santos 39’, 58’, 90’ Aílton 51’ Mikari 90’ Blumer |

| Arbitro: | Steiner |

|                              |           |             |
| Marcos 35’, 76’ Raimondi 38’ | Marcatori | 74’ Tchouga |

| Arbitro: | Laperrière |

|                 |           |               |
| Lustrinelli 14’ | Marcatori | 55’ Feutchine |

| Arbitro: | Kever |

|                      |           |  |
| Cesar 73’ Santos 80’ | Marcatori |  |

| Arbitro: | Busacca |

|  |           |                                    |
|  | Marcatori | 4’ Sterjovski 9’ Ergić 66’ Rakitić |

| Arbitro: | Studer |

|                         |           |  |
| Saborío 8’ Carlitos 80’ | Marcatori |  |

### Coppa Svizzera
| 26 agosto 2006, ore 17:30 CEST Primo turno | FC Kölliken | 0 – 8 | Lucerna |  |

| 1º ottobre 2006, ore 14:30 CEST Secondo turno | Kriens | 0 – 4 | Lucerna |  |

| 12 novembre 2006, ore 14:30 CET Ottavi di finale | Lucerna | 2 – 0 | Sciaffusa |  |

| 14 marzo 2007, ore 19:45 CET Quarti di finale | Lucerna | 3 – 1 | Grasshoppers |  |

| 26 aprile 2007, ore 20:45 CEST Semifinale | Zurigo | 2 – 3 | Lucerna |  |

| Arbitro: | Petignat |

|                        |           |  |
| Majstorović 90’ (rig.) | Marcatori |  |

## Statistiche

### Statistiche di squadra
| Competizione   | Punti | In casa | In casa | In casa | In casa | In casa | In casa | In trasferta | In trasferta | In trasferta | In trasferta | In trasferta | In trasferta | Totale | Totale | Totale | Totale | Totale | Totale | DR  |
| Competizione   | Punti | G       | V       | N       | P       | Gf      | Gs      | G            | V            | N            | P            | Gf           | Gs           | G      | V      | N      | P      | Gf     | Gs     | DR  |
| -------------- | ----- | ------- | ------- | ------- | ------- | ------- | ------- | ------------ | ------------ | ------------ | ------------ | ------------ | ------------ | ------ | ------ | ------ | ------ | ------ | ------ | --- |
| Super League   | 33    | 18      | 7       | 5       | 6       | 20      | 23      | 18           | 1            | 4            | 13           | 11           | 35           | 36     | 8      | 9      | 19     | 31     | 58     | -27 |
| Coppa Svizzera | -     | 2       | 2       | 0       | 0       | 5       | 1       | 4            | 3            | 0            | 1            | 15           | 3            | 6      | 5      | 0      | 1      | 20     | 4      | +16 |
| Totale         | 33    | 20      | 9       | 5       | 6       | 25      | 24      | 22           | 4            | 4            | 14           | 26           | 38           | 42     | 13     | 9      | 20     | 51     | 62     | -11 |

### Andamento in campionato
| Giornata  | 1  | 2  | 3  | 4 | 5 | 6 | 7 | 8 | 9 | 10 | 11 | 12 | 13 | 14 | 15 | 16 | 17 | 18 | 19 | 20 | 21 | 22 | 23 | 24 | 25 | 26 | 27 | 28 | 29 | 30 | 31 | 32 | 33 | 34 | 35 | 36 |
| --------- | -- | -- | -- | - | - | - | - | - | - | -- | -- | -- | -- | -- | -- | -- | -- | -- | -- | -- | -- | -- | -- | -- | -- | -- | -- | -- | -- | -- | -- | -- | -- | -- | -- | -- |
| Luogo     | C  | T  | T  | C | T | C | T | C | T | T  | C  | C  | T  | C  | T  | C  | T  | C  | C  | T  | C  | T  | C  | T  | C  | T  | C  | T  | C  | T  | C  | T  | C  | T  | C  | T  |
| Risultato | P  | P  | P  | V | P | N | P | V | N | P  | N  | V  | V  | P  | N  | P  | P  | V  | V  | P  | V  | N  | N  | P  | N  | P  | P  | P  | V  | N  | P  | P  | N  | P  | P  | P  |
| Posizione | 10 | 10 | 10 | 8 | 9 | 8 | 9 | 7 | 7 | 8  | 7  | 7  | 7  | 7  | 7  | 7  | 7  | 7  | 7  | 7  | 7  | 7  | 7  | 7  | 7  | 7  | 7  | 7  | 7  | 7  | 7  | 7  | 7  | 7  | 8  | 8  |

Legenda:

Luogo: C = Casa; T = Trasferta. Risultato: V = Vittoria; N = Pareggio; P = Sconfitta.

### Statistiche dei giocatori
| Giocatore       | Super League | Super League | Super League | Super League | Coppa Svizzera | Coppa Svizzera | Coppa Svizzera | Coppa Svizzera | Totale   | Totale | Totale      | Totale     |
| Giocatore       | Presenze     | Reti         | Ammonizioni  | Espulsioni   | Presenze       | Reti           | Ammonizioni    | Espulsioni     | Presenze | Reti   | Ammonizioni | Espulsioni |
| --------------- | ------------ | ------------ | ------------ | ------------ | -------------- | -------------- | -------------- | -------------- | -------- | ------ | ----------- | ---------- |
| A. Agolli       | 8            | 0            | 1            | 0            | 0              | 0              | 0              | 0              | 8        | 0      | 1           | 0          |
| D. Andreoli     | 15           | 0            | 0            | 0            | 0              | 0              | 0              | 0              | 15       | 0      | 0           | 0          |
| Y. Aziawonou    | 8            | 0            | 0            | 0            | 0              | 0              | 0              | 0              | 8        | 0      | 0           | 0          |
| P. Bader        | 32           | 3            | 3            | 0            | 1              | 0              | 0              | 0              | 33       | 3      | 3           | 0          |
| M. Berisha      | 1            | 0            | 1            | 0            | 0              | 0              | 0              | 0              | 1        | 0      | 1           | 0          |
| J. Bernet       | 5            | 0            | 0            | 0            | 0              | 0              | 0              | 0              | 5        | 0      | 0           | 0          |
| S. Büchli       | 2            | 0            | 0            | 0            | 0              | 0              | 0              | 0              | 2        | 0      | 0           | 0          |
| L. Calapes      | 3            | 0            | 0            | 0            | 0              | 0              | 0              | 0              | 3        | 0      | 0           | 0          |
| M. Cantaluppi   | 30           | 3            | 8            | 2            | 1              | 0              | 0              | 0              | 31       | 3      | 8           | 2          |
| M. Diethelm     | 22           | 1            | 0            | 0            | 1              | 0              | 1              | 0              | 23       | 1      | 1           | 0          |
| D. Fanger       | 2            | 0            | 0            | 0            | 0              | 0              | 0              | 0              | 2        | 0      | 0           | 0          |
| S. Foschini     | 2            | 0            | 0            | 0            | 0              | 0              | 0              | 0              | 2        | 0      | 0           | 0          |
| P. Heinzer      | 0            | 0            | 0            | 0            | 0              | 0              | 0              | 0              | 0        | 0      | 0           | 0          |
| S. Imholz       | 7            | 0            | 0            | 0            | 0              | 0              | 0              | 0              | 7        | 0      | 0           | 0          |
| C. Lambert      | 23           | 0            | 3            | 0            | 1              | 0              | 0              | 0              | 24       | 0      | 3           | 0          |
| N. Lambert      | 1            | 0            | 0            | 0            | 0              | 0              | 0              | 0              | 1        | 0      | 0           | 0          |
| C. Lustenberger | 31           | 0            | 5            | 0            | 1              | 0              | 0              | 0              | 32       | 0      | 5           | 0          |
| F. Lustenberger | 30           | 0            | 8            | 0            | 1              | 0              | 0              | 0              | 31       | 0      | 8           | 0          |
| S. Lustenberger | 0            | 0            | 0            | 0            | 0              | 0              | 0              | 0              | 0        | 0      | 0           | 0          |
| M. Lustrinelli  | 14           | 2            | 1            | 0            | 1              | 0              | 0              | 0              | 15       | 2      | 1           | 0          |
| M. Makanaki     | 13           | 1            | 2            | 0            | 1              | 0              | 0              | 0              | 14       | 1      | 2           | 0          |
| S. Maliqi       | 15           | 0            | 0            | 0            | 0              | 0              | 0              | 0              | 15       | 0      | 0           | 0          |
| J. Mamone       | 9            | 0            | 1            | 1            | 0              | 0              | 0              | 0              | 9        | 0      | 1           | 1          |
| M. Mehidic      | 2            | 0            | 0            | 0            | 0              | 0              | 0              | 0              | 2        | 0      | 0           | 0          |
| G. Mehmeti      | 2            | 0            | 0            | 0            | 0              | 0              | 0              | 0              | 2        | 0      | 0           | 0          |
| L. Mettomo      | 25           | 2            | 7            | 1            | 1              | 0              | 0              | 0              | 26       | 2      | 7           | 1          |
| R. Munsy        | 7            | 0            | 0            | 0            | 0              | 0              | 0              | 0              | 7        | 0      | 0           | 0          |
| E. N'Tiamoah    | 16           | 2            | 2            | 0            | 0              | 0              | 0              | 0              | 16       | 2      | 2           | 0          |
| P. Paquito      | 33           | 4            | 3            | 0            | 1              | 0              | 0              | 0              | 34       | 4      | 3           | 0          |
| C. Righetti     | 3            | 0            | 0            | 0            | 0              | 0              | 0              | 0              | 3        | 0      | 0           | 0          |
| N. Sam          | 26           | 1            | 5            | 0            | 0              | 0              | 0              | 0              | 26       | 1      | 5           | 0          |
| I. Santo        | 30           | 0            | 3            | 1            | 1              | 0              | 0              | 0              | 31       | 0      | 3           | 1          |
| G. Seoane       | 4            | 1            | 2            | 0            | 0              | 0              | 0              | 0              | 4        | 1      | 2           | 0          |
| N. Sigrist      | 0            | 0            | 0            | 0            | 0              | 0              | 0              | 0              | 0        | 0      | 0           | 0          |
| D. Sorgić       | 2            | 0            | 0            | 0            | 0              | 0              | 0              | 0              | 2        | 0      | 0           | 0          |
| S. Sulejmani    | 2            | 0            | 1            | 0            | 0              | 0              | 0              | 0              | 2        | 0      | 1           | 0          |
| J. Tchouga      | 31           | 11           | 4            | 0            | 1              | 0              | 0              | 0              | 32       | 11     | 4           | 0          |
| D. Zibung       | 35           | 0            | 1            | 0            | 1              | 0              | 0              | 1              | 36       | 0      | 1           | 1          |
| B. Zukaj        | 1            | 0            | 0            | 0            | 1              | 0              | 0              | 0              | 2        | 0      | 0           | 0          |